# Alderstrøst
 For alternative betydninger, se Alderstrøst (Aabenraa).
Alderstrøst er en stiftelse på Nørrebro i København på henholdsvis Nørrebrogade og Møllegade grundlagt 1862 af Haandværkerforeningen i København. Midlerne tilvejebragtes ved hjælp af Industrilotteriet, frivillige gaver og legater m. m., med det formål at give frit husly og så vidt mulig tillige anden understøttelse til gamle, værdige og trængende håndværkere, som er eller har været borgere i København, disses enker samt under særlige omstændigheder tillige deres ugifte døtre.
Stiftelsen ejer to bygningskomplekser. Det ene er opført på en 11.606 kvadratalen stor grund og har facader mod Nørrebrogade 9, Baggesensgade 10 og Blågårdsgade 9. Bygningen mod Nørrebrogade opførtes 1863 ved arkitekt Theodor Sørensen, en mellembygning 1870, bygningen mod Baggesensgade 1871 og den mod Blågårdsgade 1879. Alle fløje er i kælder og 4 eller 5 stokværk og ved indvielsen var der i alt 194 friboliger.
Det andet jompleks er opført på en 1892 købt, 15.848 kvadratalen stor grund med facader mod Møllegade 28 og 30, Nørre Allé 15 og 19 (på begge sider af Bræstrups Stiftelse) og Alderstrøsts Passage 2, 4 og 6; Bygningerne, til hvilke grundstenen nedlagdes 16. juni 1893, og som fuldendtes 1895 er tegnet af Thorvald Sørensen (søn af Theodor Sørensen) og opført omtrent i samme klassicistiske stil som det ældre kompleks og består af en hovedbygning ud til Møllegade, en bagved liggende mellembygning (begge kælder og 5 stokværk), en bygning ud mod Passagen og Nørre Allé (kælder og 4 stokværk), med en værkstedsbygning, og en bygning ud mod Nørre Allé (kælder og 4 stokværk). Ved indvielsen fandtes der i dette kompleks 35 friboliger og 226 lejligheder til billig leje. Fribeboerne havde tillige gratis lægehjælp og medicin samt 84 kr. årligt for ægtepar og 56 kr. for enlige personer. 
I 1937-38 blev Bræstrups Stiftelse i Nørre Allé 17 nedrevet og erstattet af en udvidelse af Alderstrøst ved arkitekt Henning Hansen. Bygningen i 6 etager er i en behersket funkisstil med murstensstriber og samme materialevalg som de ældre bygninger.
Stiftelsen, der ejer sig selv (Fonden Alderstrøst), bestyres af Haandværkerforeningens bestyrelse.
De ældste bygninger på Nørrebrogade ejes ikke længere af Haandværkerforeningen, men er nu en afdeling under fsb. Lejlighederne i denne ejendom var korridorlejligheder (der blev forbudt 1889), som senere er blevet ombygget og brandsikret. Værelserne var i 1990'erne med eget minikøkken og dele toilet/bad mellem to værelser. Det er senere ændret så alle værelserne har egen køkken og bad. Alderstrøst på Nørrebrogade fremstår også ombygget udadtil. Fsb's afdeling 23-23 ligger på Nørrebrogade 9. De 38 ungdomsboliger huser primært studerende. Afdelingen var tidligere en del af Ungbo, men blev ved Ungbos konkurs overdraget til fsb og skiftede i 2000 status til en almen boligafdeling, men fortsat ungdomsboligere med studieaktivitetskrav.
Ejendommen blev byfornyet i 1987. Den består af et forhus i 4 etager og 2 mindre tilbygninger i gårdrummet i 2 etager. Ejendommen er udstykket i 2 ejerlejligheder, som er erhverv i stueetagen og ½ delen af 1. sal. Den almene afdeling omfatter halvdelen af 1. sal, 2. og 3. sal samt tilbygningerne i gården fungere som henholdsvis ejendomskontor og fælleshus for FSB.
Fra 2003 til 2008 blev Alderstrøst-bygningerne i Møllegade byfornyet for 220 mio. kr. ved AI-gruppen A/S og MT Højgaard. Eneste væsentlige ændring i det ydre var tilføjelsen af kviste i taget, men i det indre blev de gamle, problematiske lejligheder sløjfet og en helt ny rumstruktur etableret. Samtidig kom der brandsikre trapper og elevatorer. Facaderne er blevet nænsomt restaureret. I dag har Alderstrøst i Møllegade 156 lejligheder og et areal på ca. 10.000 kvm.
Bygningerne på begge adresser har høj bevaringsværdi i kommuneatlasset.
Alderstrøst-navnet er også blevet brugt om andre stiftelser. I 1936 afholdt Haandværkerforeningen en konkurrence om en Alderstrøst, der skulle opføres i Emdrup. Konkurrencen blev vundet af Henning Hansen, og det nye boligkompleks kom i sidste ende til at hedde Håndværkerhaven.